# Diocesi di Belgaum
La diocesi di Belgaum (in latino Dioecesis Belgaumensis) è una sede della Chiesa cattolica in India suffraganea dell'arcidiocesi di Bangalore. Nel 2022 contava 25.128 battezzati su 11.425.000 abitanti. È retta dal vescovo Derek Fernandes.

## Territorio
La diocesi comprende i distretti di Belgaum, Bagalkot, Dharwad, Gadag e Haveri nello stato di Karnataka; e il taluk di Chandgad nel distretto di Kolhapur nello stato indiano del Maharashtra.
Sede vescovile è la città di Belgaum, dove si trova la cattedrale di Nostra Signora del Rosario di Fatima.
Il territorio è suddiviso in 69 parrocchie, raggruppate in 7 decanati.

## Storia
La diocesi è stata eretta il 19 settembre 1953 con la bolla Summa illa di papa Pio XII, ricavandone il territorio dall'arcidiocesi di Goa e Damão e dalla diocesi di Poona.
Il 24 gennaio 1976 e il 24 giugno 2005 ha ceduto porzioni del suo territorio a vantaggio dell'erezione rispettivamente delle diocesi di Karwar e di Gulbarga.

## Cronotassi dei vescovi
Si omettono i periodi di sede vacante non superiori ai 2 anni o non storicamente accertati.
- Michael Rodrigues † (19 settembre 1953 - 15 marzo 1964 dimesso[2])
- Fortunato da Veiga Coutinho † (15 marzo 1964 succeduto - 8 febbraio 1967 deceduto)
- Ignatius P. Lobo † (26 settembre 1967 - 1º dicembre 1994 ritirato)
- Bernard Blasius Moras (30 novembre 1996 - 22 luglio 2004 nominato arcivescovo di Bangalore)
- Peter Machado (2 febbraio 2006 - 19 marzo 2018 nominato arcivescovo di Bangalore)
- Derek Fernandes, dal 1º maggio 2019

## Statistiche
La diocesi nel 2022 su una popolazione di 11.425.000 persone contava 25.128 battezzati, corrispondenti allo 0,2% del totale.
| anno | popolazione | popolazione | popolazione | presbiteri | presbiteri | presbiteri | presbiteri                | diaconi | religiosi | religiosi | parrocchie |
| anno | battezzati  | totale      | %           | numero     | secolari   | regolari   | battezzati per presbitero | diaconi | uomini    | donne     | parrocchie |
| ---- | ----------- | ----------- | ----------- | ---------- | ---------- | ---------- | ------------------------- | ------- | --------- | --------- | ---------- |
| 1959 | 46.673      | 5.213.256   | 0,9         | 52         | 37         | 15         | 897                       |         | 15        | 111       | 32         |
| 1970 | 53.404      | 7.595.309   | 0,7         | 158        | 51         | 107        | 338                       |         | 119       | 206       | 40         |
| 1980 | 28.000      | 7.342.000   | 0,4         | 45         | 23         | 22         | 622                       |         | 33        | 239       | 23         |
| 1990 | 28.296      | 8.650.000   | 0,3         | 85         | 46         | 39         | 332                       |         | 49        | 214       | 28         |
| 1999 | 29.503      | 9.939.363   | 0,3         | 98         | 57         | 41         | 301                       |         | 55        | 245       | 42         |
| 2000 | 29.503      | 9.939.363   | 0,3         | 97         | 56         | 41         | 304                       |         | 55        | 251       | 42         |
| 2001 | 29.503      | 9.939.363   | 0,3         | 101        | 59         | 42         | 292                       |         | 58        | 258       | 47         |
| 2002 | 29.503      | 9.939.363   | 0,3         | 113        | 60         | 53         | 261                       |         | 71        | 267       | 50         |
| 2003 | 29.503      | 11.939.363  | 0,2         | 120        | 63         | 57         | 245                       |         | 66        | 359       | 56         |
| 2004 | 29.525      | 11.939.363  | 0,2         | 120        | 64         | 56         | 246                       |         | 65        | 361       | 56         |
| 2006 | 29.095      | 9.030.000   | 0,3         | 125        | 70         | 55         | 232                       |         | 81        | 357       | 56         |
| 2012 | 30.512      | 10.736.000  | 0,3         | 140        | 76         | 64         | 217                       |         | 98        | 593       | 67         |
| 2015 | 27.497      | 10.549.045  | 0,3         | 158        | 74         | 84         | 174                       |         | 119       | 349       | 69         |
| 2018 | 24.900      | 10.998.000  | 0,2         | 158        | 79         | 79         | 157                       |         | 109       | 372       | 69         |
| 2020 | 24.927      | 11.243.290  | 0,2         | 166        | 87         | 79         | 150                       | 3       | 109       | 41        | 69         |
| 2022 | 25.128      | 11.425.000  | 0,2         | 159        | 83         | 76         | 158                       |         | 110       | 398       | 69         |